# Paulus' breve
Paulus' breve er 13 breve i Det Nye Testamente, som tilskrives apostlen Paulus. Paulus' breve kan opdeles i to grupper. Den ene kaldes menighedsbrevene fordi de er skrevet til bestemte menigheder. Den består af:
- Romerbrevet
- 1. Korintherbrev
- 2. Korintherbrev
- Galaterbrevet
- Efeserbrevet
- Filipperbrevet
- Kolossenserbrevet
- 1. Thessalonikerbrev
- 2. Thessalonikerbrev

Den anden gruppe er skrevet til enkeltpersoner og kaldes de personlige breve:
- 1. Timotheusbrev
- 2. Timotheusbrev
- Titusbrevet
- Filemonbrevet.

I ældre sprogbrug kaldtes brevene epistler (I epistlen skriver apostlen Paulus).